# Imigrační teorie
Imigrační teorie je jedna z teorií vysvětlujících vznik mnohobuněčných živočichů z jednobuněčných. Formuloval ji ruský lékař Ilja Iljič Mečnikov.
Teorie vychází z představ o hypotetické kulovité kolonii bičíkovců. Vznik entodermu vysvětluje vcestováním (imigrací) některých buněk schopných fagocytózy do nitra kolonie, jejich pomnožením a uspořádáním do plochy. Následně se tak měla utvořit dutina prvostřeva a prvoústa. Pro tohoto hypotetického prapředka mnohobuněčných živočichů zvolil Mečnikov termín parenchymela (resp. fagocytela).